# Ejnar Andersen
Ejnar Andersen (10. november 1911 – 24. juni 1985) var en dansk fodboldspiller.  Han spillede syv kampe for det danske fodboldlandshold mellem 1933 og 1937. 